# Охримович Іван

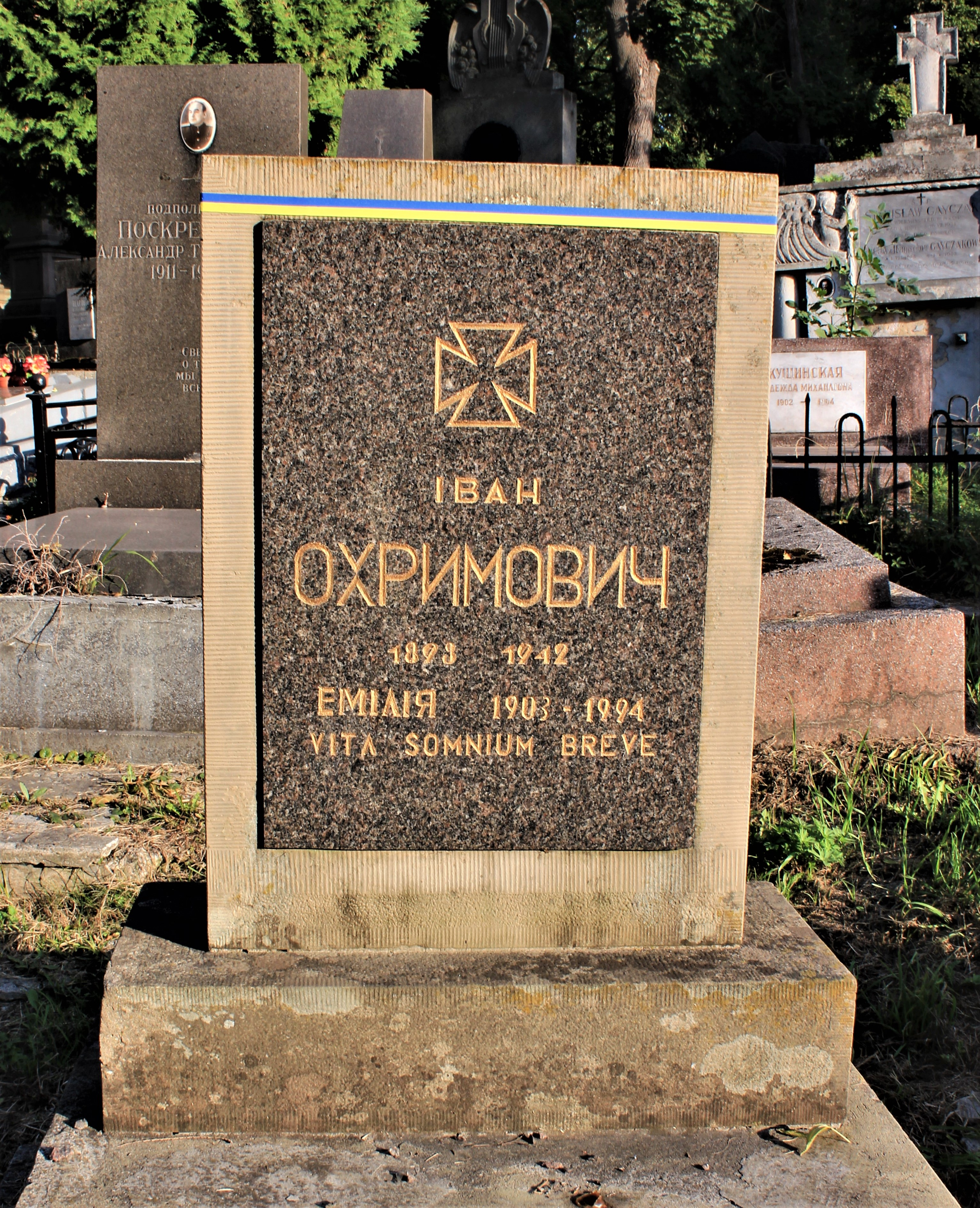
Нагробок на могилі Івана та Емілії Охримовичів.

Іва́н Охримо́вич (1893, с. Велдіж, нині с. Шевченкове, Івано-Франківська область — 1942, Львів) — український хоровий диригент, піаніст, співак (бас), музично-громадський діяч. Чоловік Емілії Охримович-Голубовської.

## Життєпис
Іван Охримович народився 1893 року в селі Велдіжу, нині село Шевченкове Вигодської громади Калуського району Івано-Франківської области України.
Навчався в Українській академічній гімназії м. Львова, Вищій торговій школі м. Відня.
З 1910 року брав участь у щорічних концертах, присвячених Тарасові Шевченку. У Львові диригував учнівським гімназійним хором, а також хорами «Бандурист» (1922—1933), «Боян» (1922—1937), «Сурма» (1935) та архікатедральним хором Собору Святого Юра (1938—1941). 1926 року заснував мішаний хор в Зборові на Тернопільщині.
1930 року був учасником ювілейних концертів на честь 25-річчя «Бандуриста», на якому під його керівництвом прозвучали твір «Спіть, герої» Йосипа Кишакевича й кантата «Іван Гус» Миколи Лисенка. 1937 року разом з хорами Львівського «Бояна», «Сурми» та «Бандуриста» з нагоди 25-річчя смерті Миколи Лисенка здійснив виконання його творів «Ой нема», «Верховино», «Камо піду», «Сон», кантату «На вічну пам'ять Котляревському»; 1935 року в концерті «Бояна» й «Сурми» прозвучав у перекладенні для чоловічого хору твір «Льодолом» Миколи Леонтовича і хоровий цикл Миколи Лисенка «Веснянки», зокрема 1-й і 2-й вінки. У репертуарі хорів диригента Охримовича також виконувалися твори Василя Барвінського, Дмитра Бортнянського, Артема Веделя, Петра Ніщинського, Нестора Нижанківського, Дениса Січинського, Кирила Стеценка, а також кілька народних пісень, які прозвучали в обробках Філарета Колесси, Василя Барвінського та інших, твори закордонних композиторів.
Про концерти під керівництвом диригента Охримовича написали рецензії Станіслав Людкевич, Василь Барвінський, Володимир Балтарович та Зіновій Лисько. Разом із хором «Сурма» для Варшавської фірми «Сирена Рекорд» Охримович записав 25 грамплатівок, музичним консультантом яких був Станіслав Людкевич.
Помер 1942 року у Львові. Похований на полі 1 Личаківського цвинтаря.